# Associazione Calcio Pavia 2012-2013
Questa voce raccoglie le informazioni riguardanti l'Associazione Calcio Pavia nelle competizioni ufficiali della stagione 2012-2013.

## Stagione
Per la stagione 2012-2013 in panchina è confermato mister Giorgio Roselli. L'amministratore delegato Alessandro Zanchi e il direttore sportivo Aldo Preite costruiscono un gruppo in cui alcuni veterani affiancano giovani provenienti dalle squadre Primavera di altri club. Sono partiti Filippo Falco, che torna al Lecce, il capitano Lorenzo Carotti, che si accasa al Benevento, il portiere titolare Davide Facchin, che passa in Serie B alla Reggina. Sono confermati Statella, in prestito dal Bari, Gaetano Capogrosso, in prestito dal Siena, Cesca e Gianluca Fasano, che diventa il nuovo capitano. Rimane fuori Riccardo Fissore, fermato per illecito sportivo. Altri arrivi sono quelli di Ádám Kovácsik, portiere della Nazionale Under-21 ungherese che arriva dalla Reggina, Raffaele D'Orsi, centrale di difesa, il centrocampista Giovanni La Camera dal Benevento e Giacomo Beretta, giovane centravanti di scuola Milan.
Il Pavia inizia con un pareggio in Coppa Italia, ad Alessandria, e perdendo 1-4 al Fortunati contro il Savona, compagine di Seconda Divisione. Gli Azzurri sono inseriti nel girone A del campionato di Lega Pro; il girone comprende le squadre del Centro-Nord Italia assieme a due formazioni del Sud: Lecce e Trapani. Il campionato inizia con una sconfitta casalinga contro una diretta concorrente, il FeralpiSalò (1-2), seguito dalla sconfitta a Bolzano contro il Südtirol. Alla 4ª giornata arriva la prima vittoria, in esterna a San Marino; poi tre pareggi consecutivi preludono a una nuova vittoria in trasferta, battendo il Como per 2-1. Dopo la vittoria con il Treviso in casa arriva la sconfitta (2-0) a Cuneo contro una neopromossa. Dopo aver pareggiato per 2-2 contro il Lecce, dopo pochi giorni il Pavia va a vincere in anticipo notturno a Cremona (0-1), con una grande prova di squadra coronata dal rigore trasformato da La Camera, concesso per un fallo del portiere grigiorosso (che viene espulso) su Cesca lanciato a rete.
A questo punto il Pavia è in zona play-off. Dopo i pareggi contro Trapani (2-2) e AlbinoLeffe, dove strappano un pareggio a reti bianche grazie al proprio estremo difensore Kovacsik, la squadra batte in casa la Reggiana (1-0). Dopo il turno di riposo, il Pavia pareggia a Portogruaro rimanendo in zona play-off al termine del girone di andata. Questo risultato è frutto di una straordinaria compattezza di squadra, in cui tutti i protagonisti che vengono man mano chiamati in causa riescono a dare un ottimo apporto alla causa; ottimo è anche l'esordio da professionista del giovane Zanini, prodotto del vivaio azzurro che sarà poi bloccato da un infortunio. Alla ripresa di gennaio il Pavia batte in trasferta il FeralpiSalò (3-0) e in casa il Südtirol. La squadra inizia poi a denunciare un debito di ossigeno, soprattutto a centrocampo (dove i ricambi sono pochi): arrivano in seguito tre sconfitte consecutive contro Lumezzane, San Marino e Virtus Entella.
Il Pavia quindi pareggia in casa con la Tritium, perde a Carpi (altra promossa a fine stagione) e vince in casa col Como. Gli azzurri non riescono più a esprimere il gioco redditizio, e a tratti brillante, dell'andata: arrivano un pareggio a Treviso contro l'ultima in classifica, poi cinque sconfitte consecutive che troncano definitivamente la possibilità di raggiungere i play-off. Alla quindicesima giornata di ritorno il Pavia coglie una vittoria contro la Reggiana (2-0) che, grazie ai risultati degli altri campi, allontana il rischio play-out e sancisce la salvezza. La sconfitta casalinga all'ultima giornata contro il Portogruaro è ininfluente e il Pavia termina all'11º posto con 40 punti, a -11 dalla zona play-off e a +2 da quella play-out.

## Rosa
| N. |                     | Ruolo | Calciatore           |
| -- | ------------------- | ----- | -------------------- |
|    | Italia (bandiera)   | A     | Giacomo Beretta      |
|    | Italia (bandiera)   | D     | Gaetano Capogrosso   |
|    | Italia (bandiera)   | A     | Alessandro Cesca     |
|    | Italia (bandiera)   | D     | Gianluca Di Chiara   |
|    | Italia (bandiera)   | D     | Raffaele D'Orsi      |
|    | Italia (bandiera)   | D     | Gianluca Fasano      |
|    | Italia (bandiera)   | C     | Francesco Ferrini    |
|    | Ungheria (bandiera) | P     | Ádám Kovácsik        |
|    | Italia (bandiera)   | C     | Giovanni La Camera   |
|    | Italia (bandiera)   | C     | Luca Losi            |
|    | Italia (bandiera)   | A     | Andrea Lussardi      |
|    | Italia (bandiera)   | C     | Cristian Mangiarotti |

| N. |                     | Ruolo | Calciatore            |
| -- | ------------------- | ----- | --------------------- |
|    | Italia (bandiera)   | D     | Luca Meregalli        |
|    | Paraguay (bandiera) | C     | César Meza Colli      |
|    | Italia (bandiera)   | C     | Mattia Monticone      |
|    | Italia (bandiera)   | A     | Luca Alberto Pompilio |
|    | Italia (bandiera)   | D     | Fabio Reato           |
|    | Italia (bandiera)   | C     | Mauro Redaelli        |
|    | Italia (bandiera)   | A     | Niccolò Romero        |
|    | Italia (bandiera)   | C     | Giovanni Scampini     |
|    | Italia (bandiera)   | C     | Giuseppe Statella     |
|    | Italia (bandiera)   | P     | Alex Teodorani        |
|    | Italia (bandiera)   | C     | Pasquale Turi         |
|    | Italia (bandiera)   | D     | Matteo Zanini         |

## Risultati

### Lega Pro Prima Divisione

#### Girone di andata
| Arbitro: | Minelli (Varese) |

|            |           |                                |
| Beretta 5’ | Marcatori | 30’ Castagnetti 62’ Bracaletti |

| Arbitro: | Caso (Verona) |

|                |           |             |
| Campo 29’, 42’ | Marcatori | 11’ Beretta |

| Pavia 16 settembre 2012, ore 15:00 3ª giornata | Pavia            | 0 – 0 referto | Lumezzane | Stadio Pietro Fortunati (779 spett.)\| Arbitro: \| Casaluci (Lecce) \| |
| Arbitro:                                       | Casaluci (Lecce) |               |           |                                                                        |

| Arbitro: | Sacchi (Macerata) |

|  |           |          |
|  | Marcatori | 7’ Cesca |

| Arbitro: | Abisso (Palermo) |

|              |           |            |
| Di Chiara 8’ | Marcatori | 90’ Guerra |

| Trezzo sull´Adda 7 ottobre 2012, ore 15:00 6ª giornata | Tritium          | 0 – 0 referto | Pavia | Stadio La Rocca (400 spett.)\| Arbitro: \| Colarossi (Roma) \| |
| Arbitro:                                               | Colarossi (Roma) |               |       |                                                                |

| Pavia 14 ottobre 2012, ore 15:00 7ª giornata | Pavia              | 0 – 0 referto | Carpi | Stadio Pietro Fortunati (860 spett.)\| Arbitro: \| Giovani (Grosseto) \| |
| Arbitro:                                     | Giovani (Grosseto) |               |       |                                                                          |

| Arbitro: | Mangialardi (Pistoia) |

|            |           |                       |
| Giampà 66’ | Marcatori | 78’ Colli 83’ Beretta |

| Arbitro: | Baldicchi (Città di Castello) |

|                          |           |  |
| Capogrosso 65’ Colli 80’ | Marcatori |  |

| Arbitro: | Greco (Lecce) |

|                          |           |  |
| Cristini 45’ Scaglia 50’ | Marcatori |  |

| Arbitro: | Aureliano (Bologna) |

|                  |           |                    |
| Beretta 30’, 59’ | Marcatori | 8’, 45’ Bogliacino |

| Arbitro: | Ros (Pordenone) |

|  |           |            |
|  | Marcatori | 77’ Camera |

| Arbitro: | Lanza (Nichelino) |

|                          |           |                       |
| Beretta 63’ Statella 86’ | Marcatori | 45’ Mancosu 70’ Basso |

| Bergamo 2 dicembre 2012, ore 14:30 14ª giornata | AlbinoLeffe         | 0 – 0 referto | Pavia | Stadio Ciro Vigorito (1.560 spett.)\| Arbitro: \| Bietolini (Firenze) \| |
| Arbitro:                                        | Bietolini (Firenze) |               |       |                                                                          |

| Arbitro: | Bietolini (Firenze) |

|               |           |  |
| La Camera 79’ | Marcatori |  |

| 16 dicembre 2012 16ª giornata |  | – Turno di riposo Pavia |  |  |

| Arbitro: | Giovani (Grosseto) |

|                       |           |                       |
| Corazza 43’ Rocca 55’ | Marcatori | 14’ Beretta 80’ Colli |

#### Girone di ritorno
| Arbitro: | Piccinini (Forlì) |

|  |           |                                    |
|  | Marcatori | 5’ Beretta 71’ Cesca 75’ La Camera |

| Arbitro: | Reni (Pistoia) |

|                        |           |              |
| Cesca 46’ Statella 63’ | Marcatori | 52’ Maritato |

| Arbitro: | Baldicchi (Città di Castello) |

|                            |           |  |
| Inglese 67’ D'Ambrosio 84’ | Marcatori |  |

| Arbitro: | Bietolini (Firenze) |

|  |           |          |
|  | Marcatori | 30’ Coda |

| Arbitro: | Fiore (Barletta) |

|                        |           |              |
| Cori 30’ Vannucchi 70’ | Marcatori | 39’ Statella |

| Pavia 17 febbraio 2013, ore 14:30 23ª giornata | Pavia               | 0 – 0 referto | Tritium | Stadio Pietro Fortunati (300 spett.)\| Arbitro: \| Formato (Benevento) \| |
| Arbitro:                                       | Formato (Benevento) |               |         |                                                                           |

| Arbitro: | Pezzuto (Lecce) |

|                    |           |  |
| Rocca 59’ Arma 86’ | Marcatori |  |

| Arbitro: | Piccinini (Forlì) |

|                           |           |               |
| Capogrosso 4’ Beretta 83’ | Marcatori | 11’ Mendicino |

| Treviso 10 marzo 2013, ore 14:30 26ª giornata | Treviso                   | 0 – 0 referto | Pavia | Stadio Omobono Tenni (1.200 spett.)\| Arbitro: \| Lacagnina (Caltanissetta) \| |
| Arbitro:                                      | Lacagnina (Caltanissetta) |               |       |                                                                                |

| Arbitro: | Di Ruberto (Nocera Inferiore) |

|  |           |                            |
|  | Marcatori | 26’ Martini 90’ Di Quinzio |

| Arbitro: | Mangialardi (Pistoia) |

|                |           |  |
| Giacomazzi 22’ | Marcatori |  |

| Arbitro: | Fiore (Barletta) |

|                |           |             |
| Cesca 10’, 67’ | Marcatori | 68’ Carlini |

| Arbitro: | Illuzzi (Molfetta) |

|                                 |           |  |
| Pagliarulo 22’ Mancosu 29’, 82’ | Marcatori |  |

| Arbitro: | Cangiano (Napoli) |

|  |           |                             |
|  | Marcatori | 27’ Pesenti 42’ Taugourdeau |

| Arbitro: | Caso (Verona) |

|  |           |             |
|  | Marcatori | 12’ Beretta |

| 5 maggio 2013 33ª giornata |  | – turno di riposo Pavia |  |  |

| Arbitro: | Colarossi (Roma) |

|                            |           |                                     |
| Romero 49’ Mangiarotti 72’ | Marcatori | 56’ Cunico 60’ Altinier 65’ Pondaco |

### Coppa Italia di Lega Pro
| Arbitro: | Ghersini (Genova) |

|             |           |              |
| Martini 32’ | Marcatori | 44’ Scampini |

| Arbitro: | Brasi (Seregno) |

|            |           |                                         |
| Chessa 65’ | Marcatori | 20’, 57’ Romero 37’ Cattaneo 64’ Scotto |